# 1,2,4-Butantriol
1,2,4-Butantriol ist eine chemische Verbindung aus der Gruppe der Alkohole. Die Verbindung ist chiral mit zwei möglichen Enantiomeren.

## Gewinnung und Darstellung
1,2,4-Butantriol kann durch Hydrierung von 1,4-Dihydroxy-2-butanon in Gegenwart eines Molybdänsulfid-Katalysators oder durch Reduktion von Äpfelsäure mit Borandimethylsulfid gewonnen werden. Auch Synthesen mit Glycidol, 2-Buten-1,4-diol und Ester der 3,4-Dihydroxybutansäure oder -malonsäure als Ausgangsstoffe sind bekannt. Die biotechnologische Herstellung erfolgt durch gentechnisch veränderte Escherichia-coli-Stämme aus Xylose, einem Hauptbestandteil der lignozellulosehaltigen Biomasse.

## Eigenschaften
1,2,4-Butantriol ist eine feuchtigkeitsempfindliche, sehr schwer entzündbare hygroskopische gelbe Flüssigkeit, die mischbar mit Wasser ist.

## Verwendung
1,2,4-Butantriol wird als Ausgangsstoff zur Synthese einer Reihe von quartären Ammoniumlipiden verwendet. Es wird auch bei der Synthese von (−)-γ-Amino-β-hydroxybuttersäure (GABOB), Antiepileptika und blutdrucksenkenden Arzneistoffen eingesetzt. Außerdem wird es zur Herstellung von 3-Hydroxytetrahydrofuran genutzt.

## Externe Links zu erwähnten Verbindungen
1. ↑  Externe Identifikatoren von bzw. Datenbank-Links zu (S)-1,2,4-Butantriol:  CAS-Nr.: 42890-76-6, EG-Nr.: 610-080-4, ECHA-InfoCard: 100.127.092, PubChem: 640997, ChemSpider: 556326, Wikidata: Q27247589.
2. ↑  Externe Identifikatoren von bzw. Datenbank-Links zu (R)-1,2,4-Butantriol:  CAS-Nr.: 70005-88-8, EG-Nr.: 626-148-1, ECHA-InfoCard: 100.154.576, PubChem: 6994279, ChemSpider: 5362304, Wikidata: Q27279543.
3. ↑  Externe Identifikatoren von bzw. Datenbank-Links zu 1,4-Dihydroxy-2-butanon:  CAS-Nr.: 140-86-3, PubChem: 11963037, ChemSpider: 10137247, Wikidata: Q82304999.
4. ↑  Externe Identifikatoren von bzw. Datenbank-Links zu (–)-γ-Amino-β-hydroxybuttersäure:  CAS-Nr.: 7013-07-2, EG-Nr.: 871-679-6, ECHA-InfoCard: 100.333.386, PubChem: 2733883, ChemSpider: 2015646, Wikidata: Q27261639.